# Самосата (фема)
Фема Самосата (грец. θέμα Σεβαστείας) — військово-адміністративна одиниця Візантійської імперії (фема), яка розташовувалась у східній частині Малої Азії (сучасна Туреччина). Назва походить від міста Самосата. Утворено 958 року. Припинила існування близько 1086 року внаслідок захоплення сельджуками. Вхроніках також називалася як Нижня Мідія або Приєвфратські міста.

## Історія
Самосата була однією з важливих фортець у війнах з державою Сасанідів, а потім Арабським халіфатом. У VII ст. опинилася під владою арабів, згодом увійшла до складу емірату Малатья. В подальшому була місцем постійних війн між візантійцями та арабами. У 927 році доместік схол Іоанн Куркуас захопив фортецю Самосата, яка увійшла до складу феми Себастія (не відомо на правах клейсури або турми). У 930 році Самосату було втрачено. У 933 році візантійці вдруге захопили Самосату, але вже у 936 році вимушені були її залишити. Лише у 958 році Візантія остаточно приєднує Самосату, яка стає частиною Себастейської феми, але того ж року отримує самостійний статус феми.
Фема Самосата відігравала важливу роль у Приєвфрат'ї, захищаючи протягом 2-ї половини X ст. східні райони Малої Азії від вторгнення мусульман, насамперед військ Мосульського еміра. Водночас звідси візантійські війська здійснювали походи до Північної Месопотамії. Після захоплення у 1032 році міста Едеса фему Самосату було приєднано до феми-дукату Едеса. Втім важлива роль прикордонної фортеці залишилася. Звідси здійснювалися успішні походи до 1040 року на південний Кавказ та проти Мосулу.
З 1050-х років територія стала об'єктом нападів сельджуків, що завдали значної шкоди. Після фактичного знищення у 1057—1065 роках фем Іверія, Васпуракан і Месопотамія ще більше підвищилася роль Самосати. Тому їй відновлено в якості феми-катепану. Вона перетворюється на опорний пункт Візантії в обороні від Сельджуцької імперії. У 1068 році візантійці завдали тут поразки сельджукам.
Після поразки візантійського війська у битві при Манцикерті 1071 року та подальшої боротьби за владу в імперії сельджуки шкидко захопили східні області Малої Азії. за цих умов Самосата увійшла до держави Філарета Варажнуні, що номінально визнавав владу візантійського імператора. Втім до 1085 року фему Самосата було захоплено військами султана Сулеймана ібн Кутулмиша.

## Адміністрація
Охоплювала територію біля річки Євфрат (тому часто в хроніках значиться як фема Приєвфратські міста). Територія займала міста Кесун, Рабан, Бсхесні, Карка, Хіс-Мансур і Самосата.
На чолі спочатку стояв стратег, а невдовзі призначалися дуки (мали титули протоспафарія, патрикія або магістра), з 1060-х років — катепани з титулом проедра. Адміністративним центрмо слугувала фортеця Самосата.

## Відомі стратеги
- Георгій Маніак (1030—1032)
- Тавтук (1060-ві)